# Amelia Herrera
María Amelia Herrera Silva (San Isidro, 25 de agosto de 1950) es una abogada y política chilena, militante de Renovación Nacional (RN).
Desde marzo de 2018 ejerce como consejera regional de Valparaíso por la provincia de Marga-Marga. Se desempeñó como concejala (1992-1996) y luego alcaldesa de la comuna de Quilpué (1996-2004). Luego ejerció como diputada de la República en representación del distrito n.º 12 de la Región de Valparaíso, por el periodo legislativo 2006-2010.

## Primeros años de vida
Nació el 25 de agosto de 1950, hija de Luis Herrera Carvajal y Julia Silva Muñoz.Realizó sus estudios primarios en el Colegio Nuestra Señora de la Concepción de Caracas, Venezuela y los estudios secundarios en el Colegio Compañía de María de Santiago. Posteriormente, ingresó a la Universidad de Chile desde donde egresó de la carrera de derecho, en 1975. En 1978, convalidó sus estudios en la Universidad Complutense de Madrid, España. Hasta 1982 residió en ese país.
Estuvo casada con el también político Arturo Longton Guerrero (fallecido en 2015), quien fuera alcalde de Quilpué y Valparaíso, diputado por el distrito n.°12 y gobernador de la provincia de Marga Marga, y con quien tiene tres hijos: Amelia, Arturo y Andrés, siendo estos últimos conocidos personajes de la televisión chilena.

## Trayectoria política
De regreso en Chile, inició su vida política al acompañar a su cónyuge Arturo Longton en las gestiones de este como alcalde de Quilpué y Valparaíso (1983-1988), posteriormente se convirtió en la jefa de campaña de Longton para diputado en 1989.
Se presentó como candidata de RN en las elecciones municipales de 1992 siendo elegida como concejala de Quilpué, ejerciendo hasta 1996 cuando resulta elegida alcaldesa de la misma comuna (en las elecciones municipales de ese último año). Fue reelecta en las elecciones municipales de 2000, para el periodo finalizado en 2004.
Entre 1994 y 2004, fue miembro del Comité Ejecutivo de la Asociación Chilena de Municipios (AChM) a nivel regional y nacional. Como militante de Renovación Nacional (RN) entre 1996 y 2005, fue miembro del consejo nacional y presidenta del distrito n.º 12 y posteriormente, entre 2004 y 2005, integró la Comisión Política y fue vicepresidenta del estamento municipal.
El 2003 representó a los municipios de Chile en el Congreso de Barcelona donde expuso sobre mujeres y gobernancias locales y sobre sus déficits de competencias y financiación que les impiden conducir adecuadamente el desarrollo de las ciudades.
Para las elecciones parlamentarias de 2005, se presentó como candidata por su partido, siendo elegida diputada en representación del distrito n.º 22 (correspondiente a las comunas de Limache, Olmué, Quilpué y Villa Alemana), por el período 2006-2010. Durante su gestión, integró las comisiones permanentes de Economía, Fomento y Desarrollo; Familia; y Derechos Humanos, Nacionalidad y Ciudadanía. Además de la Comisión Especial de Deportes.
También formó parte del comité parlamentario de RN. Asimismo, participó en los grupos interparlamentarios chileno-brasileño y chileno-rumano. En misiones al extranjero, asistió a reuniones de la Asamblea Euro-Latinoamericana (EUROLAT) en Bélgica, Ecuador y Perú.

Buscó la reelección en las elecciones parlamentarias de 2009, pero tuvo que enfrentar un reñido conteo de votos que en primera instancia la dejó fuera de la cámara baja. Tras solicitar una revisión al Tribunal Calificador de Elecciones (Tricel), fue confirmada su derrota por 16 sufragios ante su compañero de lista Arturo Squella de la UDI.
Volvió a competir por la alcaldía de Quilpué en las elecciones municipales de 2016, siendo derrotada por el edil en ejercicio Mauricio Viñambres.
En 2017 resultó elegida como consejera regional por la provincia de Marga-Marga, en la Región de Valparaíso, con la primera mayoría en la circunscripción, para el periodo 2018-2022.

## Controversias

### Irregularidades en gestión edilicia
En 2005, fue acusada por irregularidades durante su gestión en la Municipalidad de Quilpué. El 17 de septiembre de 2008, el Tribunal de Juicio Oral en lo Penal (TJOP) de Viña del Mar dictó sentencia y fue condenada por lo que tuvo que interrumpir su periodo como diputada. Posteriormente, la Segunda Sala de la Corte Suprema anuló la sentencia dictada por el TJOP de Viña del Mar y el martes 28 de abril de 2009 pudo regresar a sus funciones en la Cámara.

## Historial electoral

### Elecciones municipales de 1992
Elección municipal de Quilpué, en la Región de Valparaíso)

### Elecciones municipales de 1996
Elección municipal de Quilpué, en la Región de Valparaíso)

### Elecciones municipales de 2000
Elección municipal de Quilpué, en la V Región de Valparaíso)

### Elecciones parlamentarias de 2005
- Elecciones parlamentarias de 2005, candidata a diputada por el distrito 12 (Limache, Olmué, Quilpué y Villa Alemana)[6]

### Elecciones parlamentarias de 2009
- Elecciones parlamentarias de 2009, candidata a diputada por el distrito 12 (Quilpué, Olmué, Limache y Villa Alemana)[7]